# رامیشان
رامیشان، روستایی از توابع بخش مرکزی شهرستان کبودرآهنگ در استان همدان ایران است.

## جمعیت
این روستا در دهستان حاجی لو قرار دارد و براساس سرشماری مرکز آمار ایران در سال ۱۳۹۵، جمعیت آن ۸۷۶ نفر (۲۲۱ خانوار) بوده‌است.